# Failan
Pour plus de détails, voir Fiche technique et Distribution.
Failan (파이란) est un film sud-coréen réalisé par Song Hae-seong, sorti le 28 avril 2001.

## Synopsis
Venant de purger une petite peine de prison pour avoir vendu des vidéos pornos à des adolescents, Kang-jae est un loser qui se plaît à ridiculiser les faibles afin d'oublier l'humiliation que lui font subir les jeunes aux dents longues appartenant au même gang que lui. La situation dans le milieu est actuellement à couteau tiré et lors d'une nuit passée à se saouler avec son ami et chef Yong-sik, ce dernier s'énerve violemment sur une petite frappe d'un gang rival et le tabasse à mort. Le lendemain, Yong-sik supplie Kang-jae de revendiquer ce crime. Celui-ci finit par accepter en échange d'une somme d'argent pour pouvoir acquérir un bateau de pêche et revenir chez lui refaire sa vie après avoir purgé la peine de prison.
Le jour où il décide de se rendre à la police, il reçoit la visite de deux policiers qui lui annoncent la mort de sa femme, Failan. Une femme qu'il n'a encore eu l'occasion de croiser que pendant quelques secondes : il avait conclu un mariage blanc avec cette jeune chinoise pour lui permettre d'obtenir son visa. Il doit se rendre loin d'Incheon pour identifier le corps de celle-ci. Or, en effectuant ce voyage, il apprend que Failan s'était prise d'amour pour lui, et lui-même se dit cette femme aurait pu changer sa vie…

## Fiche technique
- Titre : Failan
- Titre original : 파이란
- Réalisation : Song Hae-seong
- Scénario : Song Hae-seong, Ahn Sang-hun et Kim Hae-gon, d'après une nouvelle de Jirō Asada
- Production : Ahn Sang-hoon
- Musique : Lee Jae-jin
- Photographie : Kim Yeong-cheol
- Montage : Park Gok-ji
- Pays d'origine : Corée du Sud
- Langue : coréen
- Format : Couleurs - 1,85:1 - Dolby Digital - 35 mm
- Genre : Drame, romance
- Durée : 115 minutes
- Dates de sortie : 28 avril 2001 (Corée du Sud), 18 décembre 2002 (France)
- Classification : 
  - Corée du Sud : Interdit aux moins de 15 ans[1]
  - France : Interdit aux moins de 12 ans[2]

## Distribution
- Choi Min-sik : Kang-jae
- Cecilia Cheung : Failan
- Kong Hyeong-jin : Kyung-su
- Son Byeong-ho : Yong-sik
- Kim Ji-hyung
- Ji Tae-han
- Son Jin-ho
- Kim Su-hyeon

## À noter
- Failan est l'adaptation d'une nouvelle de Jirō Asada, intitulée Lettre d'amour, publiée dans un recueil intitulé Le cheminot.

## Récompenses et distinctions
- Prix du meilleur acteur (Choi Min-sik) lors des Blue Dragon Film Awards 2001.
- Lotus d'Or (Prix du Jury), Lotus du Public (Prix du Public), Lotus du meilleur acteur (Choi Min-sik) et Lotus du meilleur réalisateur, lors du Festival du film asiatique de Deauville 2002.
- Prix du jury et prix du meilleur réalisateur, lors des Grand Bell Awards 2002.